# NGC 4823
NGC 4823 (również PGC 44305) – galaktyka spiralna (S0-a), znajdująca się w gwiazdozbiorze Panny. Odkrył ją w 1882 roku Wilhelm Tempel.
W bazie SIMBAD oznaczenie NGC 4823 nosi galaktyka PGC 44299.